# Heinrich Scheel

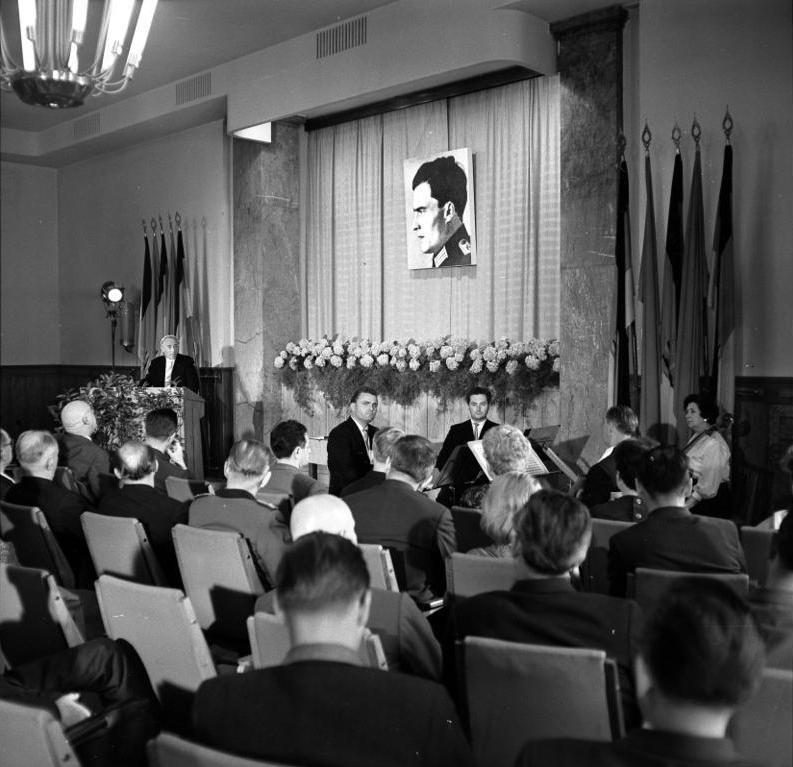
Gedenkveranstaltung zum 20. Jahrestages des Attentats auf Hitler, Redner: Heinrich Scheel

Heinrich Scheel (* 11. Dezember 1915 in Berlin-Kreuzberg; † 7. Januar 1996 in Berlin) war ein deutscher Historiker, der vor allem zur deutschen Geschichte des 18. und 19. Jahrhunderts sowie zum Widerstand der Schulze-Boysen/Harnack-Gruppe gegen den Nationalsozialismus forschte. Von 1972 bis 1984 war er Vizepräsident der Akademie der Wissenschaften der DDR.

## Leben
Heinrich Scheel wuchs in einem sozialdemokratischen Elternhaus auf, sein Vater war Malergeselle. In einem weltanschaulich offenen und wissensinteressierten Elternhaus aufgewachsen besuchte Heinrich von 1929 bis 1934 die reformpädagogische Schulfarm Insel Scharfenberg. Er trat 1932 dem Kommunistischen Jugendverband Deutschlands (KJVD) bei und wurde Gegner des Nationalsozialismus. Von 1935 bis 1940 studierte er an der Berliner Friedrich-Wilhelms-Universität Germanistik, Geschichte und Anglistik. Ab 1939 gehörte er dem Widerstandskreis um Harro Schulze-Boysen, Arvid Harnack und seinen Mitschüler Hans Coppi an, den die Gestapo zur Vertuschung der weltanschaulichen Breite und sozial-gesellschaftlichen Herkunft der Akteure als „Rote Kapelle“ bezeichnete.
Scheel war von 1941 an als Wetterdienst-Inspekteur bei der Luftwaffe in Berlin-Tempelhof stationiert, später in Rangsdorf. Als Mitglied des Widerstandskreises um Harnack und Schulze-Boysen wurde er am 16. September 1942 in Berlin verhaftet. Vor dem Reichskriegsgericht entging er durch seine geschickte Verteidigung dem beantragten Todesurteil, wurde aber „wegen Nichtanzeige der Vorbereitung zum Hoch- und Landesverrat“ zu fünf Jahren Zuchthaus verurteilt. Scheel kam ins Emslandlager Aschendorfermoor, Mitte Juli 1944 zur „Frontbewährung“ in ein Bewährungsbataillon und Ende 1944 in amerikanische Kriegsgefangenschaft.
Nach seiner Entlassung aus der Gefangenschaft arbeitete er ab Oktober 1946 als Lehrer an der Humboldt-Schule in Berlin-Tegel. Nach Ablegen der Pädagogischen Prüfung für das Höhere Lehramt war er von 1947 bis 1949 – durch Vermittlung des Begründers Wilhelm Blume – Leiter der Schulfarm Insel Scharfenberg. Scheel war seit 1946 Mitglied der SED und wurde nach der Spaltung Berlins Anfang 1949 unter dem Vorwurf kommunistischer Unterwanderung als Leiter der in West-Berlin gelegenen Schulfarm abgesetzt. Daraufhin wechselte er in den Ostteil, wo er Leiter eines Jugendhauses in Lichtenberg (Haus der Kinder) wurde, aber nach einem Jahr wegen „politischer Unzuverlässigkeit“ von der FDJ-Leitung wieder abgelöst wurde. Scheel wurde 1951 Fachschulrat für Geschichte beim Ost-Berliner Hauptschulamt und Dozent für Geschichte an der Pädagogischen Hochschule. Als Doktorand und Assistent am Institut für Geschichte des deutschen Volkes (bei Heinz Kamnitzer) kehrte er 1952 an die Humboldt-Universität zurück und wurde 1956 promoviert. Thema seiner Dissertation waren Die revolutionär-demokratischen Volksbewegungen in Südwestdeutschland von 1795 bis 1801.
Anschließend wurde er Mitarbeiter des neugegründeten Instituts für Geschichte an der Deutschen Akademie der Wissenschaften (DAW), wo er zu demokratischen und revolutionären Traditionen in Deutschland und Frankreich im 18. und 19. Jahrhundert forschte. Er habilitierte 1960 mit einer Schrift über Süddeutsche Jakobiner und wurde zum Professor für Geschichte an der Humboldt-Universität ernannt. Von 1960 bis 1964 war er Sekretär der SED-Parteileitung der DAW und von 1961 bis 1968 stellvertretender Direktor des Instituts für Geschichte der DAW, wo er seine Forschungsarbeiten zu den deutschen Jakobinern und zur Mainzer Republik fortsetzte. Ende der 1960er Jahre setzte er sich vor allem mit Fragen der Verfälschung der deutschen Geschichte, insbesondere auch der des Widerstandskampfes gegen das NS-Regime in den Jahren zwischen 1933 und 1945 auseinander. Wichtige Ausgangspunkte dafür bildeten die Nichtbewältigung der NS-Vergangenheit in der Bundesrepublik Deutschland und Versuche der Aufarbeitung dieses schwierigen Kapitels deutscher Geschichte mit den tatsächlich stattgefundenen Ereignissen und Haltungen unterschiedlicher Bevölkerungsgruppen in Deutschland zu befördern. Aus seinen eigenen Erfahrungen heraus setzte er dabei in diesen Jahren wichtige Positionierungen zum Umgang mit der Geschichte des deutschen Nationalsozialismus.
1969 wurde er Ordentliches Mitglied der DAW, die sich ab 1972 Akademie der Wissenschaften der DDR (AdW) nannte. Von 1972 bis 1984 war er als deren Vizepräsident für Plenum und Klassen der Gelehrtengesellschaft zuständig. 1978 wurde er zum auswärtigen Mitglied der Polnischen Akademie der Wissenschaften gewählt. Als Nachfolger Joachim Streisand war er von 1980 bis zur Selbstauflösung 1990 Präsident der Historiker-Gesellschaft der DDR. Zudem stand er der deutsch-polnischen und 1984–87 auch der deutsch-sowjetischen Historikerkommission vor. Von 1984 bis 1990 leitete er die Arbeitsstelle zur Geschichte der Schulze-Boysen/Harnack-Widerstandsorganisation bei der AdW. Nach der Auflösung der AdW im Zuge der deutschen Wiedervereinigung war Scheel an der Gründung der Leibniz-Sozietät der Wissenschaften zu Berlin beteiligt.

## Auszeichnungen
- 1966 Friedrich-Engels-Preis der Deutschen Akademie der Wissenschaften[5]
- 1975 Vaterländischer Verdienstorden in Gold
- 1980 Karl-Marx-Orden[6]
- 1985 Ehrenspange zum Vaterländischen Verdienstorden in Gold[7]

## Schriften (Auswahl)
- Die revolutionär-demokratischen Volksbewegungen in Südwestdeutschland von 1795 bis 1801. Berlin, Humboldt-Universität, Phil. Fakultät, Dissertation vom 21. März 1956.
- Süddeutsche Jakobiner. Klassenkämpfe und republikanische Bestrebungen im deutschen Süden Ende des 18. Jahrhunderts. Akademie-Verlag, Berlin 1962.
- Jakobinische Flugschriften aus dem deutschen Süden Ende des 18. Jahrhunderts. Akademie-Verlag, Berlin 1965.
- Deutscher Jakobinismus und Deutsche Nation. Ein Beitrag zur nationalen Frage im Zeitalter der Großen Französischen Revolution. Akademie-Verlag, Berlin 1966.
- Biographisches Lexikon zur deutschen Geschichte. Von den Anfängen bis 1917. Deutscher Verlag der Wissenschaften, Berlin 1967 (mit Karl Obermann).
- Die Widerstandsorganisation Schulze-Boysen Harnack und ihre Darstellung in Gilles Perrault "Rote Kapelle", in Zeitschrift für Demokratie und Recht (BZG) Hamburg/Berlin 1970.
- Der antifaschistische Widerstandskämpfer Werner Krauss, ohne Ort, 1978
- Schulungsmaterial aus dem illegalen antifaschistischen Widerstand der Roten Kapelle, in: Zeitschrift für den Geschichtsunterricht, Jahrgang 32, Berlin 1984, S. 36ff.
- Rote Kapelle und der 20. Juli, in: Mitteilungen der deutschen Historiker Gesellschaft Berlin 1985, S. 45ff.
- Sie begriffen ihren Widerstand als einen deutschen Beitrag zum antifaschistischen Befreiungskampf, in: Beiträge zum Geschichtsunterricht und Staatsbürgerkunde, Hedft 6, S. 415ff. Berlin 1985.
- Die Mainzer Republik: Die erste bürgerlich-demokratische Republik auf deutschem Boden. De Gruyter Oldenbourg 1989 und 2019
- Schulfarm Insel Scharfenberg. Volk u. Wissen, Berlin 1990, ISBN 3-06-204136-6.
- Vor den Schranken des Reichskriegsgerichts. Mein Weg in den Widerstand. Edition q, Berlin 1993, ISBN 3-86124-147-1.
- Vom Leiter der Berliner Schulfarm Scharfenberg zum Historiker des deutschen Jakobinismus (1946–1956). Autobiographische Aufzeichnungen. Becker, Velten 1996, ISBN 3-89597-313-0. Online
- Ein jüdischer Lehrer an seinen einstigen Schüler. Briefe Hans Gaertners aus den Jahren 1946–1950, in: Zeitschrift für Religions- und Geistesgeschichte, Vol. 43, No. 1 (1991), S. 18–29
- Elisabeth und Kurt Schumacher, in: Die Rote Kapelle im Widerstand gegen den Nationalsozialismus, Edition Heidrich Berlin 1994.
- Der Gelehrte Werner Krauss und sein Widerstand gegen den Nationalsozialismus, in: Renate Knigge-Tesch, Verfolgung und Widerstand in Hessen 1933–1945, Eichbom Verlag Frankfurt/Main 1996, S. 498ff.